# Pio Chiaruttini
Pio Chiaruttini (Bozzolo, 21 giugno 1901 – Botticino, 6 giugno 1985) è stato un inventore e imprenditore italiano del settore tessile.

## Biografia
Appena ventenne viene assunto dal calzificio Ferrari, grande azienda bresciana che a quel tempo contava tre stabilimenti dislocati a Botticino, Brescia e Ospitaletto. 

Si rivela un ottimo esperto in meccanica tessile, tanto da guadagnare presto il ruolo di capo officina presso lo stabilimento di Roberto Ferrari a Botticino. 

Nel 1942, ancora occupato presso Ferrari, decide di aprire la sua prima attività in proprio, producendo calze in seta da donna e acquistando la materia prima presso l'opificio fondato da Don Arcangelo Tadini a Botticino.

## Brevetti
Nel 1953 deposita all'ufficio brevetti di Brescia l'invenzione industriale: "Dispositivo per l'esecuzione di rigature o punteggiature in rilievo su calze in genere da montare su macchine circolari a doppia alimentazione di filato".
Sostanzialmente il brevetto permetterà d'ora in poi di produrre industrialmente la famosa calza con la riga, prima realizzata unicamente ripassando la calza con una macchina taglia-cuci.

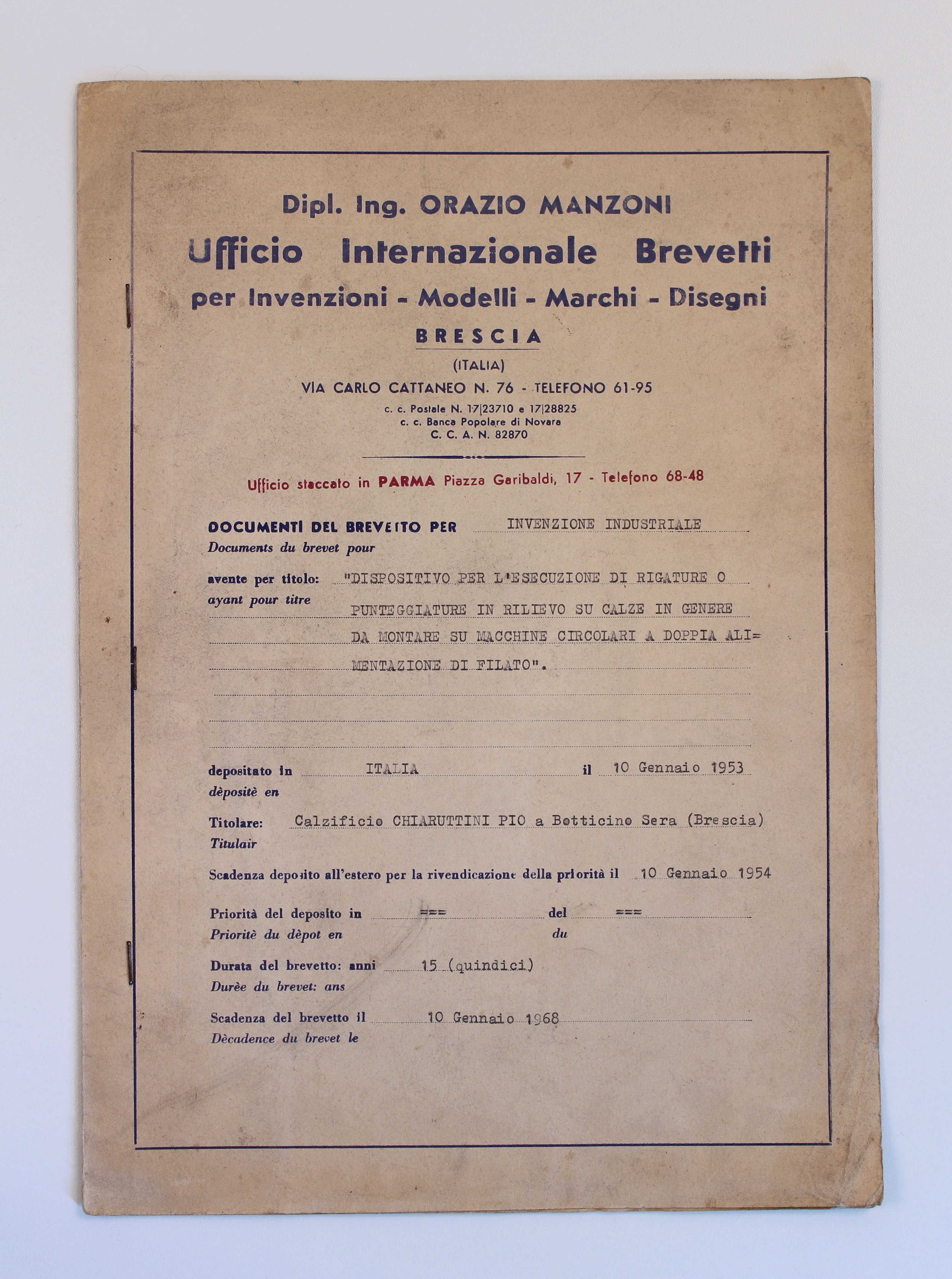
Brevetto